# Annabel Lodewijkx
Annabel Lodewijkx is een personage uit de Nederlandse tv-serie Gooische Vrouwen, die werd uitgezonden op RTL 4. Annabel Lodewijkx werd van 2005 t/m 2009 en in 2011 en 2014 gespeeld door Dorus Witte. Witte's vader Leopold Witte speelt in de serie ook haar vader.

## Leven vóór Gooische Vrouwen
Annabel is als derde kind en tweede dochter van Evert Lodewijkx en Willemijn Verbrugge geboren. Samen met haar ouders en haar broer en zus, Roderick en Louise, woont ze in een groot huis in 't Gooi. Ze zit samen met haar zus op de Gooische hockeyclub. Annabel is het meest rustig van het gezin.

## Seizoen 1
Annabel's ouders hebben veel ruzie met elkaar, tot groot verdriet van haar en haar broer en zus. Haar ouders gaan uiteindelijk scheiden.

## Seizoen 2
Na de scheiding blijft Annabel samen met haar broer en zus bij haar moeder wonen. Haar vader trekt in in het tuinhuis, samen met zijn nieuwe vriendin. Als Roderick op een avond op moet passen, gaat hij weg, waardoor Willemijn en Evert Annabel en Louise huilend op de trap aantreffen. Weer volgt er een ruzie en wordt er een Pap-dag ingesteld. Voortaan zijn de kinderen 1x per week bij Evert en gaan ze leuke dingen doen.

## Seizoen 3
Er wordt een charity georganiseerd voor Thaise weeskinderen, in de tuin van Cheryl Morero en Martin Morero. Annabel gaat samen met Louise vioolspelen voor het goede doel, maar vlak voor het optreden haakt Louise af. Gelukkig weet Tippiwan Sournois, de au pair van de Morero's, haar te helpen en speelt met haar viool. Ook komt haar oma dit seizoen langs, met Pasen. De cijfers van Annabel zijn echter niet zo goed op school en haar oma eist van haar dat ze in plaats van eieren gaat zoeken, huiswerk gaat maken, zodat ze naar het gymnasium kan, in plaats van naar het vmbo. Een paar weken hierna hoort Annabel dat haar ouders weer samen gaan wonen en zelfs weer gaan trouwen! Het is een prachtige dag......

## Seizoen 4
Willemijn heeft op haar trouwdag een pakketje van Tippiwan gekregen met een bom erin, bestemd voor Willemijn en haar vriendinnen. Willemijn is hierbij om het leven gekomen. Annabel is kapot van verdriet. Aan het begin van het seizoen strooien ze haar moeders as uit op de plek waar ze altijd de honden uitliet. Echter eist haar oma de as op voor het familiegraf. Daarom gaan Annabel en haar familie as uit de open haard halen en in 1 urn doen en geven dat aan haar oma. Annabel en Louise praten bijna hun mond voorbij, maar Evert kan ze tegenhouden. Annabel krijgt ook een nieuwe stiefmoeder dit seizoen, waar ze erg blij mee is: Roelien Grootheeze. Als Evert en Roelien ruzie krijgen, neemt Annabel het samen met haar zus en broer op voor Roelien. Het komt weer goed.

## Seizoen 5
Annabel krijgt er een halfzusje of -broertje bij, Roelien is namelijk zwanger. Het duurt echter niet lang want het eindigt in een miskraam. Na veel problemen tussen Roelien en Evert komt alles weer goed en zijn ze met z'n allen, zonder Roderick, want die is uit huis, een gelukkig gezinnetje.

## Film
Annabel en haar zus worden helemaal gek van het gezeur van Roelien over een oerboom die moet worden gekapt in het centrum van 't Gooi. Roelien vertrekt daarop samen met haar vriendinnen naar Frankrijk voor wat rust. Al gauw merken Annabel, Louise en hun vader dat ze Roelien missen. Ze ketenen zich vast aan de boom en sturen een foto naar Roelien. Roelien is hier erg blij en als ook de problemen van haar vriendinnen zijn opgelost gaan ze weer terug naar Nederland. Op het concert van Martin Morero sluiten Annabel, Louise en Evert Roelien weer in de armen en gaan ze een paar dagen later gezellig samen bij de oerboom picknicken, want die is gered!

## Film 2
In de tweede Gooische Vrouwen film zien we Annabel alleen tijdens het huwelijk en het aansluitende diner van Roelien en haar vader Evert. Tijdens het diner stikt haar vader in het eten en komt te overlijden, waarna we Annabel nog op de crematie zien. Annabel en haar broer en zus gaan niet mee met het uitstrooien van hun vader in Oostenrijk.